# Umberto Becchelli
Umberto Becchelli (Albano Laziale, 27 settembre 1930 – 21 dicembre 2000) è stato un avvocato e politico italiano, senatore di Alleanza Nazionale dal 1994 al 1996.